# إيانكو كونستانتين فيساريون
إيانكو كونستانتين فيساريون (بالإنجليزية: Iancu Constantin Vissarion) (اسمه عند الولادة: إيانكو فيساريون، وعُرف بإبون فيساريون، 2 فبراير 1879 -5 نوفمبر 1951) كاتب نثري روماني، وشاعر، ومحرض سياسي، معروف أيضا بأنه مخترع، وباطني، ومروج للعلوم الزائفة. عاش معظم حياته في قرية كوستيتشي دين فالي، وعُرف كواحد من «كتاب الفلاحين» النادرين والعصاميين؛ ومع ذلك، فقد شغل مجموعة متنوعة من الوظائف، من كاتب العدل إلى الحمال، وفي النهاية إلى مالك أرض ثري. كانت بداياته الأدبية كطالب للفولكلور الروماني وشاعر راوي، مع ميل نحو الاشتراكية الزراعية. شهد موقف فيساريون المناهض للمؤسسة مشاركته في تمرد الفلاحين في أوائل عام 1907، فقبضت عليه القوات البرية وهرب بصعوبة من عقوبة الإعدام. أغنت هذه التجربة العديد من أعماله، وبعضها تناولته صحيفة رومانيا مونشيتواري الاشتراكية في العقد الثاني من القرن العشرين. زرع فيساريون موضوعات تقليدية متناغمة مع أيديولوجية مجموعة سمانتورول، ولهذا السبب رفضه اليساريون مثل أيون باس وبانايت إستراتي باعتباره زائفًا. بالمقابل، احتضنه التيار الأدبي السائد، وأصبح أيضًا حليفًا خارجيًا للحركة الرمزية، وأقام صداقات مع غالا غالكتيون وتودور أرغيزي.
توقفت مسيرة فيساريون الأدبية مؤقتًا بسبب الحرب العالمية الأولى والاحتلال الألماني -الأحداث التي أصبحت محور التركيز الرئيسي في بعض رواياته اللاحقة. كان قريبًا من صحف «الألمانوفيل» التي نشرها أرغيزي وغالكتيون، ولكن على عكسهم، لم يهمشه الموالون للوفاق. بلغت شهرته ذروتها في عشرينيات القرن العشرين، عندما نشر بوتيرة ثابتة، مجلدات نثرية نالت تكريمًا نقديًا، ولكن أيضًا نشر شعرًا اعتبره النقاد «مبتذل». خلال فترة ما بين الحربين، عدل فيساريون أسلوبه السردي ليناسب موضوعية الحداثة الأدبية، وتلقى بعض التوجيهات من أيوجين لوفينيسكو ودائرته في سبوراتورول، ولكنه أيضًا كان رائدًا في مجال الخيال العلمي الروماني، ومؤامتها مع شكل الحكايات الخيالية. امتزج الشغف الأخير مع عمله كعالم هاو: بعد أن صنع في الأصل متفجرات في منزله، لجأ إلى مجالات مثل الطيران والميكانيكا الزراعية، وحصل على العديد من براءات الاختراع –من بينها واحدة لشبه الهليكوبتر؛ اهتم بقضايا العلوم البيئية، واقترح أنظمة لتسخير الطاقة الموجية على مستوى عالمي. بعد ابتعاده عن الإلحاد، أصبح مهتمًا بالموضوعات الصوفية، وقدم تأملاته حول الإيحاء، والحياة الآخرة، وأحلام للتنبؤ. في عام 1925، ساهم في سيناريو الفيلم الصامت أسطورة الصليبين، والذي ظهر فيه أيضًا كراوٍ.
احتفى النظام الشيوعي بفيساريون لمكانته كمتمرد، ونزعته العلمية، وثقافة الواقعية الاجتماعية، على الرغم من السماح بانتقاد مفاهيمه الصوفية وتفاوت موهبته. توفي في عام 1951، بعد فترة وجيزة من استيلاء الشيوعيين على السلطة، أما عمله، المكون من آلاف الصفحات من المخطوطات غير المنشورة، روج له أرغيزي في الستينيات من القرن العشرين. على الرغم من أنه غير معروف إلى حد كبير لعامة القراء من الأجيال اللاحقة، فقد ألهم الكلت في مقاطعة دامبوفيتا، وكان نموذجًا للروائي المحلي مارين يونيتا. لديه متحف في قريته كوستيتشي دين فالي، ونادٍ أدبي في غيشتي سمي باسمه. من بين أطفال فيساريون العشرة كورنيليا فيساريون مونوسيانو، وهي شاعرة، وكاتبة مذكرات، وشخصية بارزة في إذاعة أوروبا الحرة.

## سيرة ذاتية

### ثوري وتقليدي
أصبحت حياة فيساريون أكثر عنفًا بمشاركته في ثورة الفلاحين في مارس 1907. لاحظ الناقد إيون رومان ذلك، في سلسلة قصائده التي أعادها غازيتا أرانيلور بين عامي 1906 وفبراير 1907، «تجرأ فيساريون على التنبؤ بهذه الأحداث الثورية، بل وأثارها في بعض النواحي». أعرب عن هذا التطرف في قصيدة أرسلها إلى جريدة أونفرسال اليومية الرئيسية، والتي قرأتها السلطات؛ يعتقد فيساريون نفسه أنه كان مكروهًا بسبب مقالاته في هازل ساتلور، ومع أنه نشرها باسم مستعار، فقد نُسبت إليه بسهولة. تشير رواية لشاهد العيان ستان جي بيرشينارو إلى أن فيساريون قد قُبض عليه في الواقع أثناء تجنيد آلاف الفلاحين لشن هجوم على محطة قطار تيتو؛ يدعي بيرشينارو أيضًا أنه رأى فيساريون مأسورًا ورافقه أحد حراس سلاح الفرسان. زعم المحققون أنه استخدم مواهبه ككيميائي لصنع عبوة ناسفة محلية الصنع. أرسل بعد ذلك إلى سجن في ترجوفيشت، حيث ادعى أنه تعرض للضرب لإجباره على الخضوع.
ثم حُكم على فيساريون بالإعدام، ولكن أُطلق سراحه بعد تدخل صديق سياسي، إيون جي. دوكا. التقى هو ودوكا في تجمع عام. ويشير رومان إلى أن فيساريون «أذهل -وأحيانًا ضايق- زملائه القرويين بآرائه المختلفة». وبحسب ما ورد، فقد نظر إليه الفلاحون على أنه طبيب ساحر، وبقاؤه غير المتوقع جعلهم يخافونه ويحترمونه. بعد إطلاق سراحه، بدأوا أيضًا في مناداته (طفل الظلام). عند عودته إلى المنزل، شرع في سلسلة من التجارب التي جمعت بين الملاحة الجوية ودراسة شراء الطاقة، مع «الطائرات الورقية العملاقة» التي كان من المفترض أن تجمع الطاقة.
ألهمت أحداث عام 1907 فيساريون لكتابة (خاتمة الانتفاضة)، والتي ظهرت في عام 1910 في صحيفة رومانيا مونشيتواري الاشتراكية. تصور الإعدام الفاشل لزعيمين فلاحين (والإدلاء ببيان حول وحشية القمع)، كان جزءًا من رواية مخطط لها، ولكن لم تكتمل أبدًا، تسمى (المتمردون)؛ عمومًا، كان لديه «البيان الرسمي الموثوق». تماشيًا مع الاشتراكية خلال تلك المرحلة من حياته، وربما مشاهدة خطابات المحرضين اليساريين في سوتير، نشر فيساريون أيضًا عملًا آخر، قصة مصورة (دون خبز)، في عدد عام 1912 من الصحيفة نفسها. تبعت هذه المساهمة «مسرحية اجتماعية من أربعة فصول»، الذئاب، اكتملت في عام 1912 وظهرت أيضًا، مع تأخير ملحوظ، في رومانيا مونشيتواري. ينتقد المؤرخ المسرحي أيونوس نيكوليسكو المساهمة في «عملها الخطي»، لكنه يشيد بها لكونها «حزينة وحقيقية»، على عكس «الأناشيد الرعوية» من تأليف إيوان ألكسندرو براتيسكو فوينيشتي وآي. آي. ميرونيسكو. إنه يصور فلاحين في قرية خيالية وهم مدفوعون إلى الفقر المدقع، ثم العنف ضد «الذئاب» التي تحمل نفس الاسم (ملاك الأراضي والوجهاء).
كان أيون باس، محرر رومانيا مونشيتواري إلى جانب بانايت إستراتي، متحمسًا لمساهمات فيساريون، واصفًا إياها بأنها «وثائق مقنعة فيما يتعلق بمعاناة العبيد الفلاحين». كان أقل إعجابًا بفيساريون الواقعي، الذي التقى به في قاعة سوتير: «لم يكن يرتدي زي الفلاح ولا أحد سكان المدينة»، بدا مبهورًا ودائمًا ما كان يبحث عن إستراتي (الذي لم يتذكر اسمه أبدًا)، والذي قدم له مخطوطاته التي قدرها بالجنيه، لم يبدُ أن فيساريون قد أدرك ما قصده إستراتي بأن الاشتراكيين لا يملكون الوسائل المالية لنشر كل إنتاجه. أكد باس أيضًا أن فيساريون «لم يكد أبدًا في الحراثة»، نظرًا لأن ماضيه كان في الإدارة، ولأنه أدى وظائف غريبة كحمال في تيتو. أخذ إستراتي نظرة أكثر قتامة عن فيساريون، الذي انتقده في عدد من رومانيا مونشيتواري. وفقًا لإستراتي، لم يكن الاشتراكي لينشر المزيد من أعمال فيساريون حتى لو كان لديهم الأموال اللازمة لذلك. اعتبر فيساريون متسللًا بما يتماشى مع التقاليد اليمينية التي تتبناها مجموعة سمانتورول، و«ليس على الإطلاق مؤلفًا-فلاحًا». كان فيساريون أيضًا مفكرًا حرًا ملحدًا، وملهمه فرانسيسك فيرير. لذلك كان محبوبًا من قبل إيون ديك ديتشيسكو، زعيم التيار الخفي الإلحادي داخل الاشتراكية الرومانية، وبدأ الكتابة لديتجيسكوس رايتونا، كما أفاد باس، أن كتاباته بقيت بحاجة لتنقيح بسبب أخطائها اللغوية العديدة.